# Rue Lénine (Sébastopol)
Pour les articles homonymes, voir Rue Lénine.
La rue Lénine (en ukrainien : Вулиця Леніна, russe : Улица Ленина) est une voie du centre de Sébastopol.

## Situation et accès
C'est une rue du raïon éponyme située entre les place Najkhimov et Outchakov, elle abrite le Musée de la flotte de la mer Noire de Sébastopol.

## Origine du nom
Elle porte le nom de Vladimir Ilitch Oulianov dit Lénine (1870-1924), révolutionnaire communiste, théoricien politique et homme d'État russe puis soviétique.

## Historique
Apparue au XVIIIe siècle sous le nom de « route de Balaklava » elle portait le nom de « Amiralteyskaya » (rue de l'Amirauté), jusqu'en 1787, date à laquelle elle est rebaptisée « Kateryninskaya » (rue Catherine), en l'honneur de Catherine II de Russie. Elle prend le nom de « ulitsa Lenina » le 3 janvier 1921, par décision du Comité révolutionnaire de Sébastopol.
Gravement détruite durant la Seconde Guerre mondiale des travaux de restauration et de reconstruction ont été effectués à la fin des années 1940 et au début des années 1950.

## En quelques images

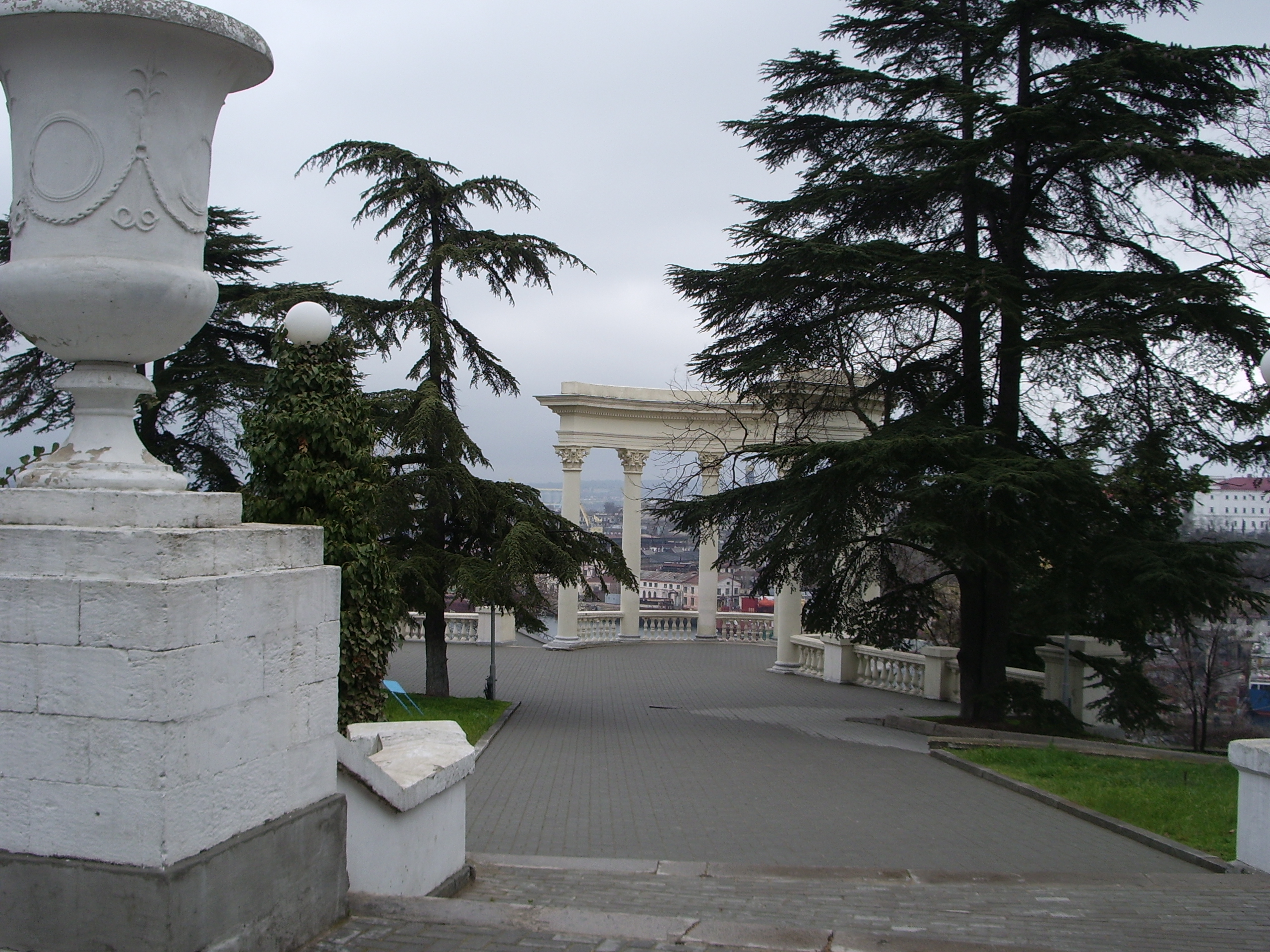
Square des Internationlistes classé[2],
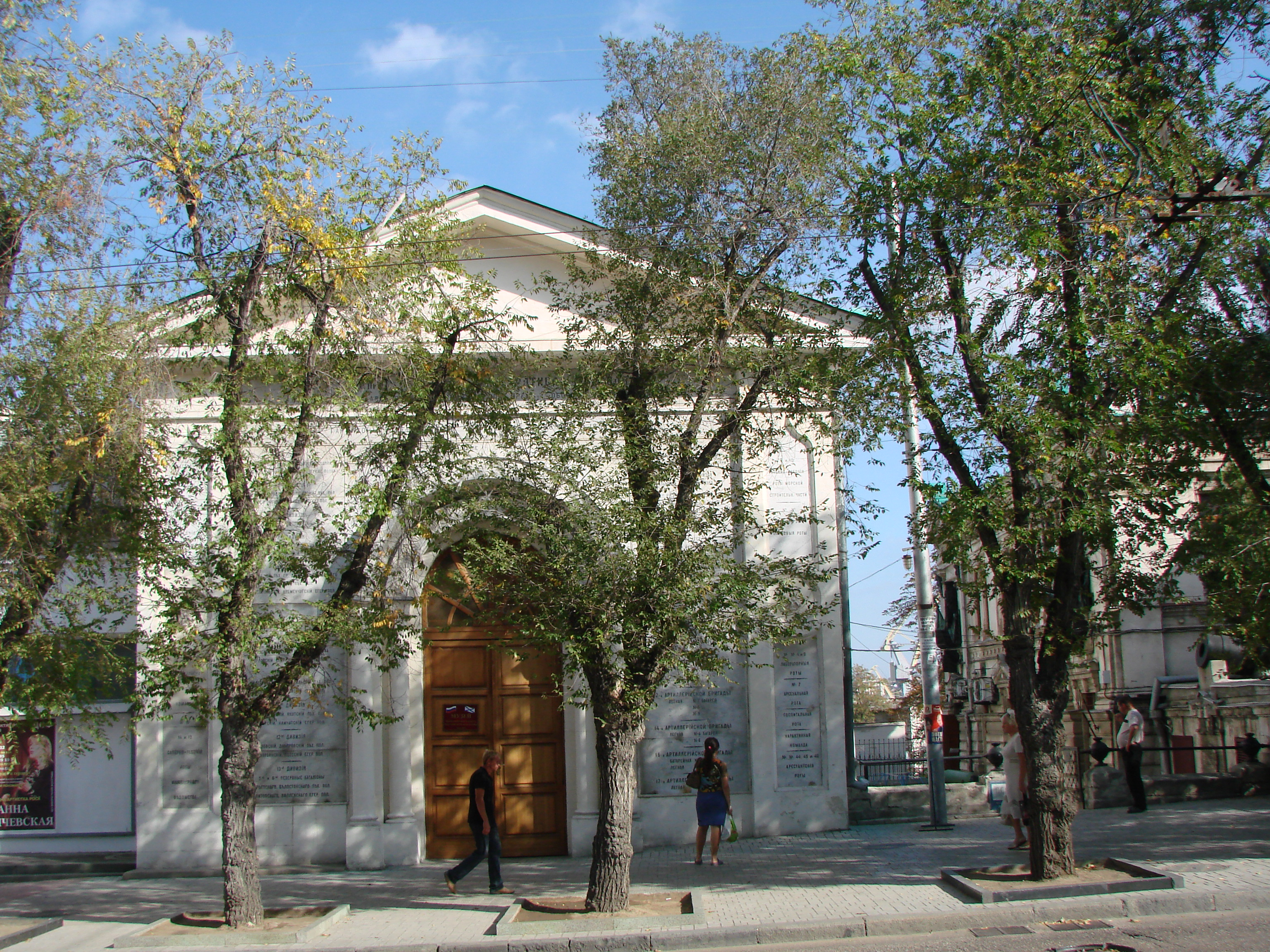
l'église st-Michel classée
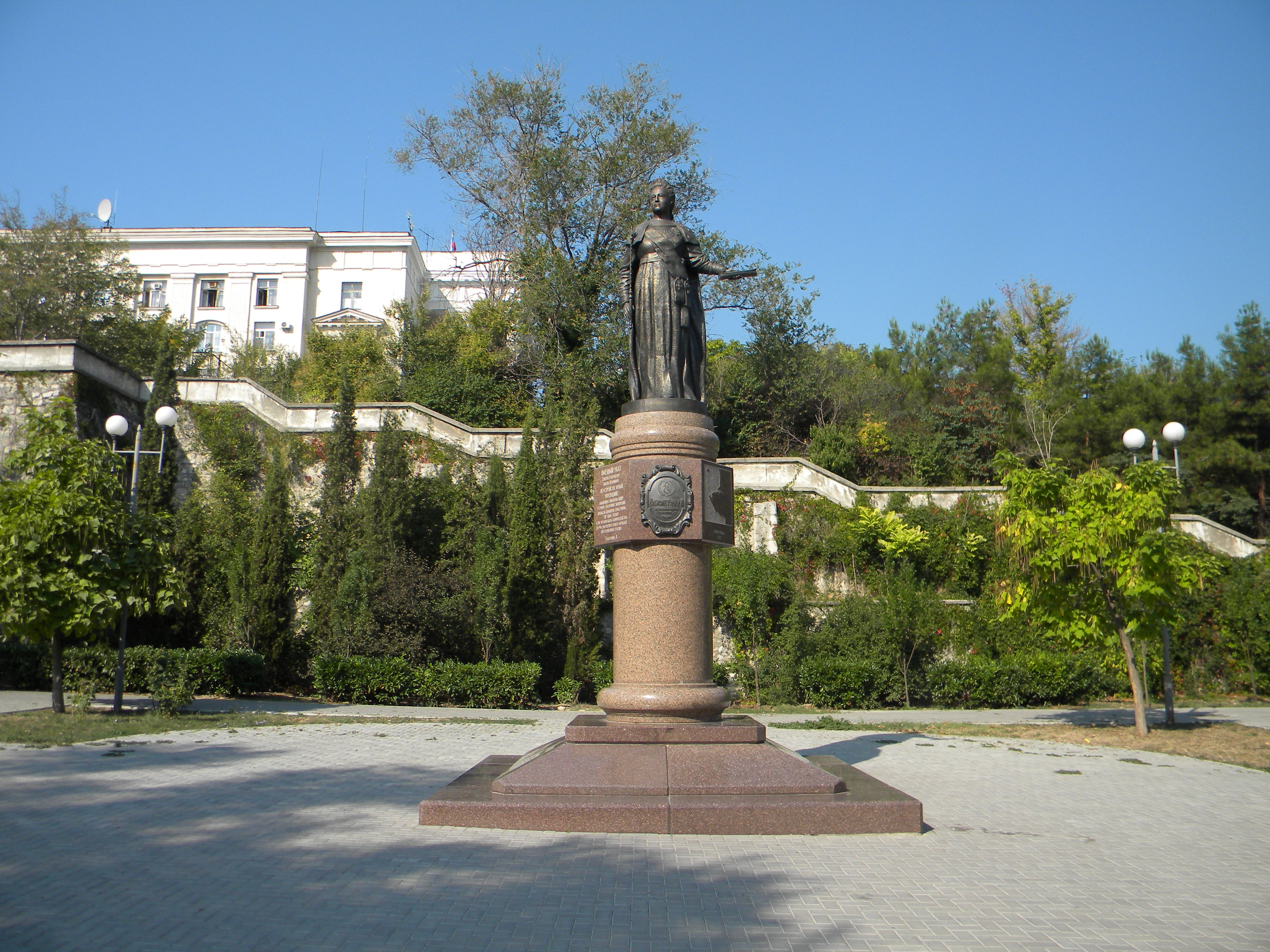
statue de Catherine classée
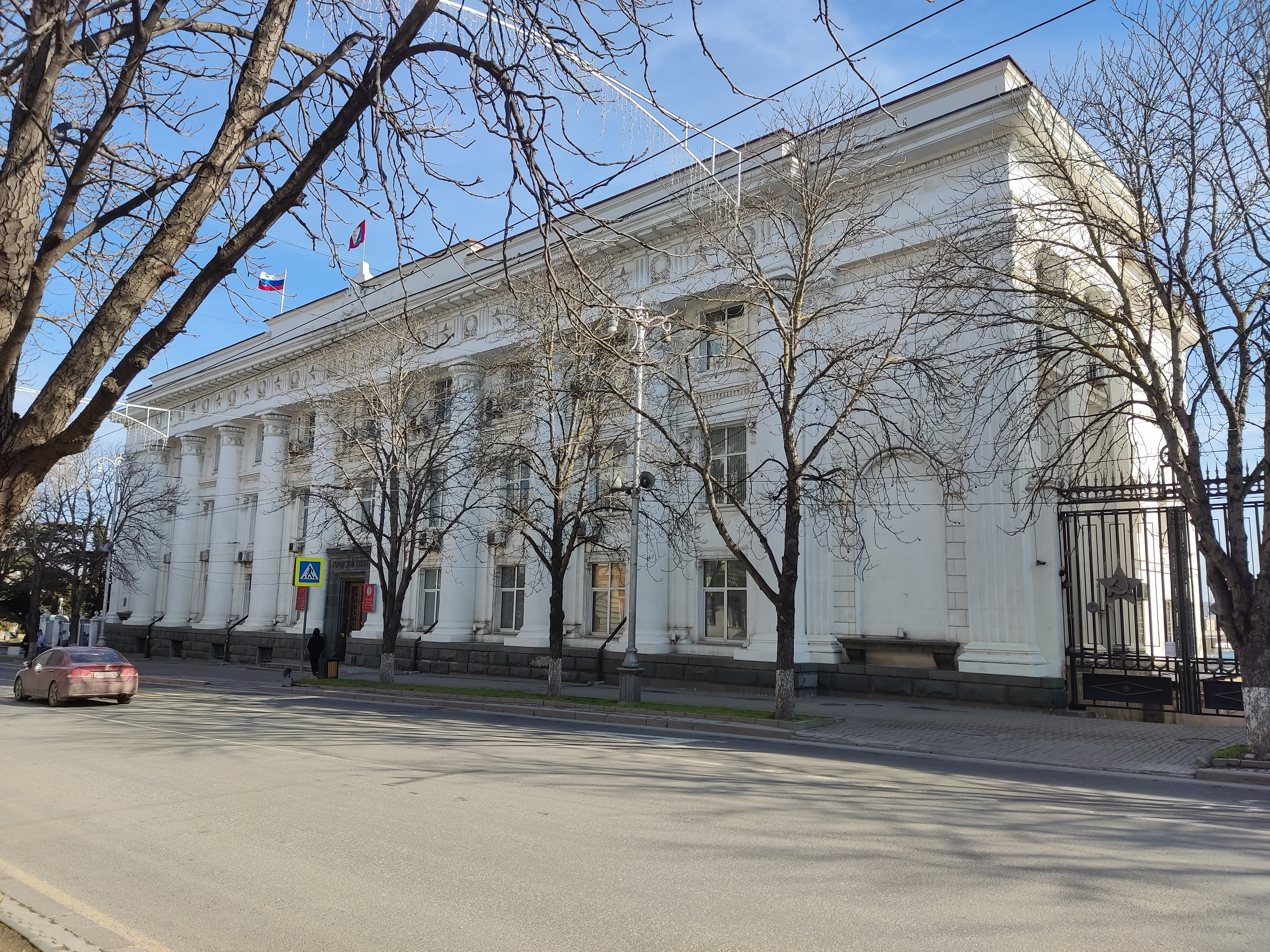
bâtiment du conseil municipal classé
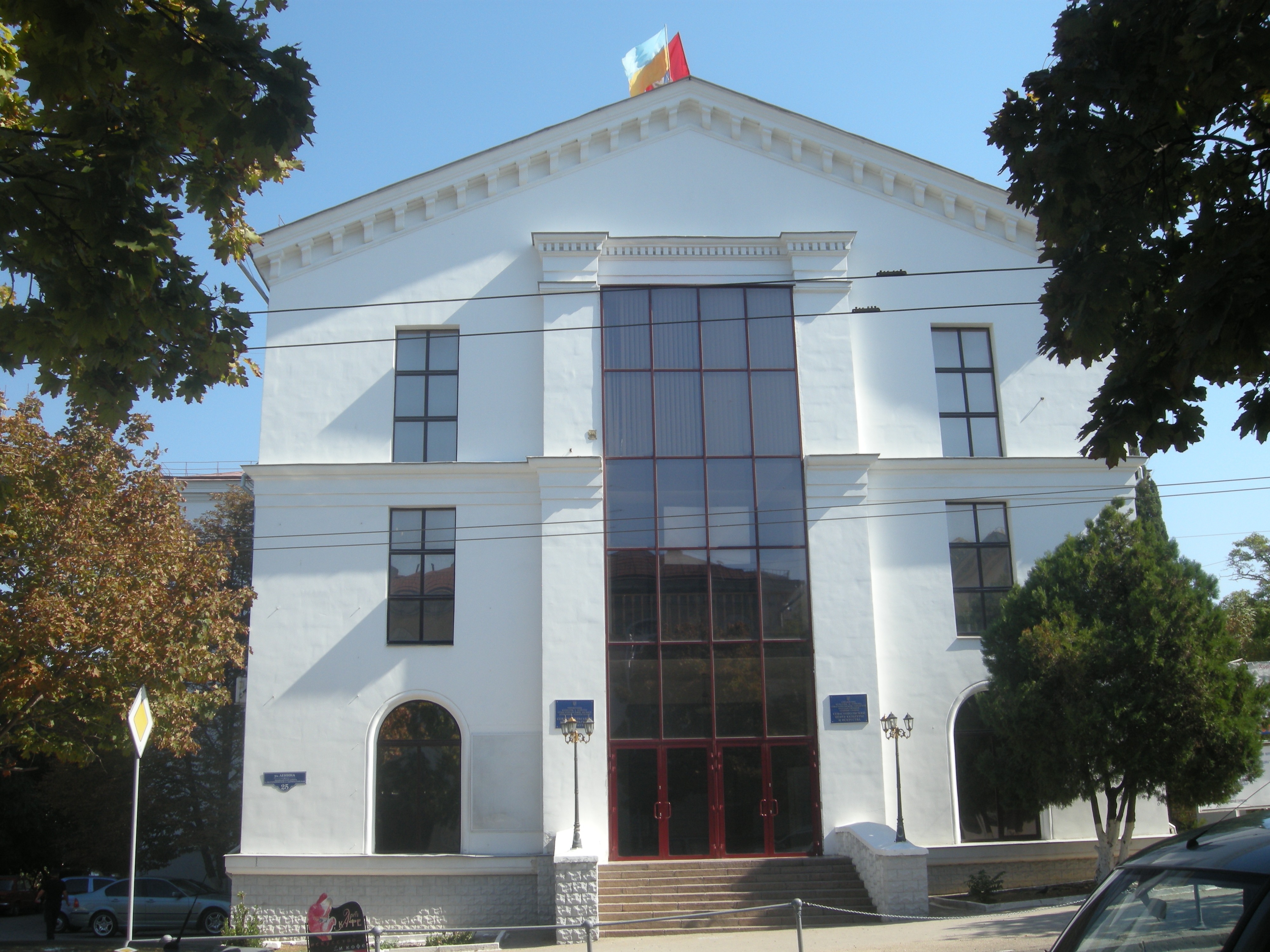
centre des arts et de la culture classé[6].